# Takashi Kashiwabara
Takashi Kashiwabara (Kōbe, 16 marzo 1977) è un attore e musicista giapponese, ha un fratello più giovane, l'attore Shiji Kashiwabara.
Ha frequentato le scuole elementari a Sagamihara, si è diplomato a Kōfu, infine ha frequentato la facoltà di economia dell'università.
Soprannominato Kassy, ha iniziato la carriera nel mondo dello spettacolo nel 1994. Sposato con Hiroko Hatano dal 2004 al 2006, ama i gatti ed è appassionato di calcio, gli piace suonare la chirarra. Negli anni '90 aveva formato una band col fratello, chiamata No Where.
Ha sofferto di sindrome cervico-brachiale per molti anni, il che gli procurava croniche emicranie.

## Filmografia

### Televisione
- Shikei Kijun (WOWOW, 2011)
- Control ~ Hanzai Shinri Sousa (Fuji TV, 2011, eps8-9)
- Celeb to Binbo Taro (Fuji TV, 2008)
- Gotaisetsu (NHK, 2008)
- Hachimitsu to Clover (Fuji TV, 2008)
- Byakuyakō (TBS, 2006)
- Hakusen Nagashi ~Yume Miru Goro wo Sugitemo (Fuji TV, 2005)
- Shukumei (WOWOW, 2004)
- Kyokugen Suiri Coliseum (YTV, 2004)
- Orange Days (TBS, 2004)
- Hakusen Nagashi ~25-Sai (Fuji TV, 2003)
- Itsumo Futari de (Fuji TV, 2003, ep 1 & 2)
- Anata no Tonari ni Dareka Iru (Fuji TV, 2003)
- Renai Hensachi (Fuji TV, 2002)
- Yonimo Kimyona Monogatari Tokage no Shippo (Fuji TV, 2002)
- Platonic Sex (Fuji TV, 2001)
- Hakusen Nagashi ~Tabidachi no Uta (Fuji TV, 2001)
- Big Wing (TBS, 2001)
- Koi no Kamisama (TBS, 2000)
- Renai Kekkon no Rule (Fuji TV, 1999)
- Hakusen Nagashi ~Hatachi no Kaze (Fuji TV, 1999)
- Tabloid (Fuji TV, 1998)
- Rendezvous (TBS, 1998)
- Eve (Fuji TV, 1997)
- Hakusen Nagashi ~19 no Haru (Fuji TV, 1997)
- Tomoko to Tomoko (TBS, 1997)
- Itazura na Kiss (TV Asahi, 1996)
- Shota no Sushi (Fuji TV, 1996)
- Hakusen Nagashi (Fuji TV, 1996)
- Sashow Taeko Saigo no Jiken (Fuji TV, 1995)
- Seishun no Kage (TV Asahi, 1994)

### Cinema
- Leonie (2010)
- Tooku no Sora ni Kieta (2007)
- 13 no Tsuki (2006)
- Black Night / Hak Yae (2006)
- Mind Game (1998)
- Love Letter (1995)
- Birthday Present (1995)